# イエスズメ

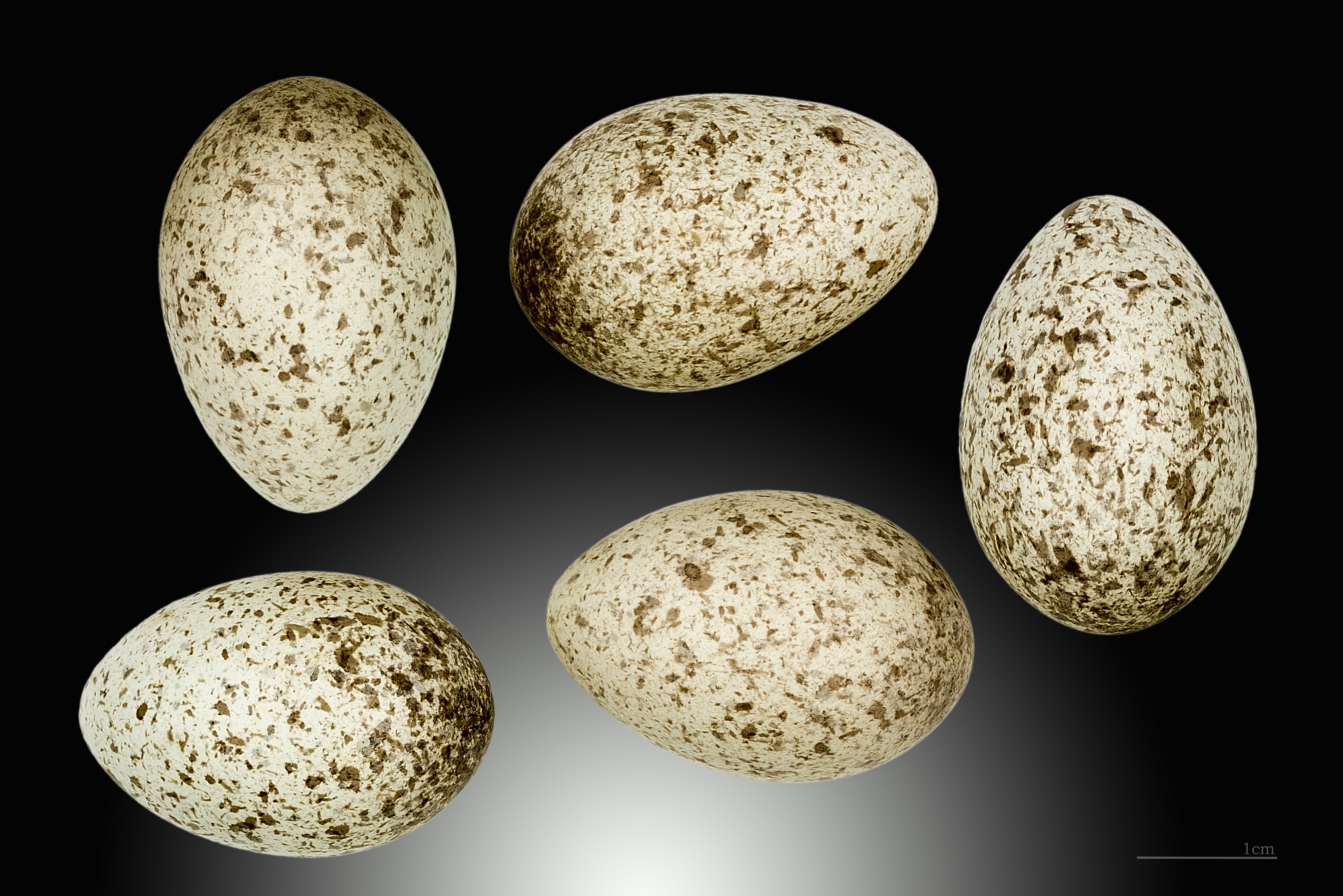
Passer domesticus domesticus

イエスズメ（家雀、学名 Passer domesticus）は、スズメ目スズメ科の鳥類。和名は学名を含むヨーロッパ各言語からの直訳に由来する。

## 形態
全長14-16cm、体重24-38g。大きさはスズメ (Passer montanus) よりやや大きい。翼長6.9-8.5cm。雌雄で体色が異なり、雄はスズメに似るが、頭に帽子を被ったような灰色の部分があり（ただし、イタリア半島やコルシカ島産の亜種イタリアスズメ P. d. italiae はこの灰色の部分が赤褐色になっている）、頬の黒斑がない。雌や若鳥は全体的に淡い茶褐色をした地味なカナリアといった風情で、特徴的なのは目の上に眉状の模様がある点ぐらいである。くちばしは、スズメ同様、若鳥は黄色いが成鳥は黒い。鳴き声はスズメに似る。

## 分布

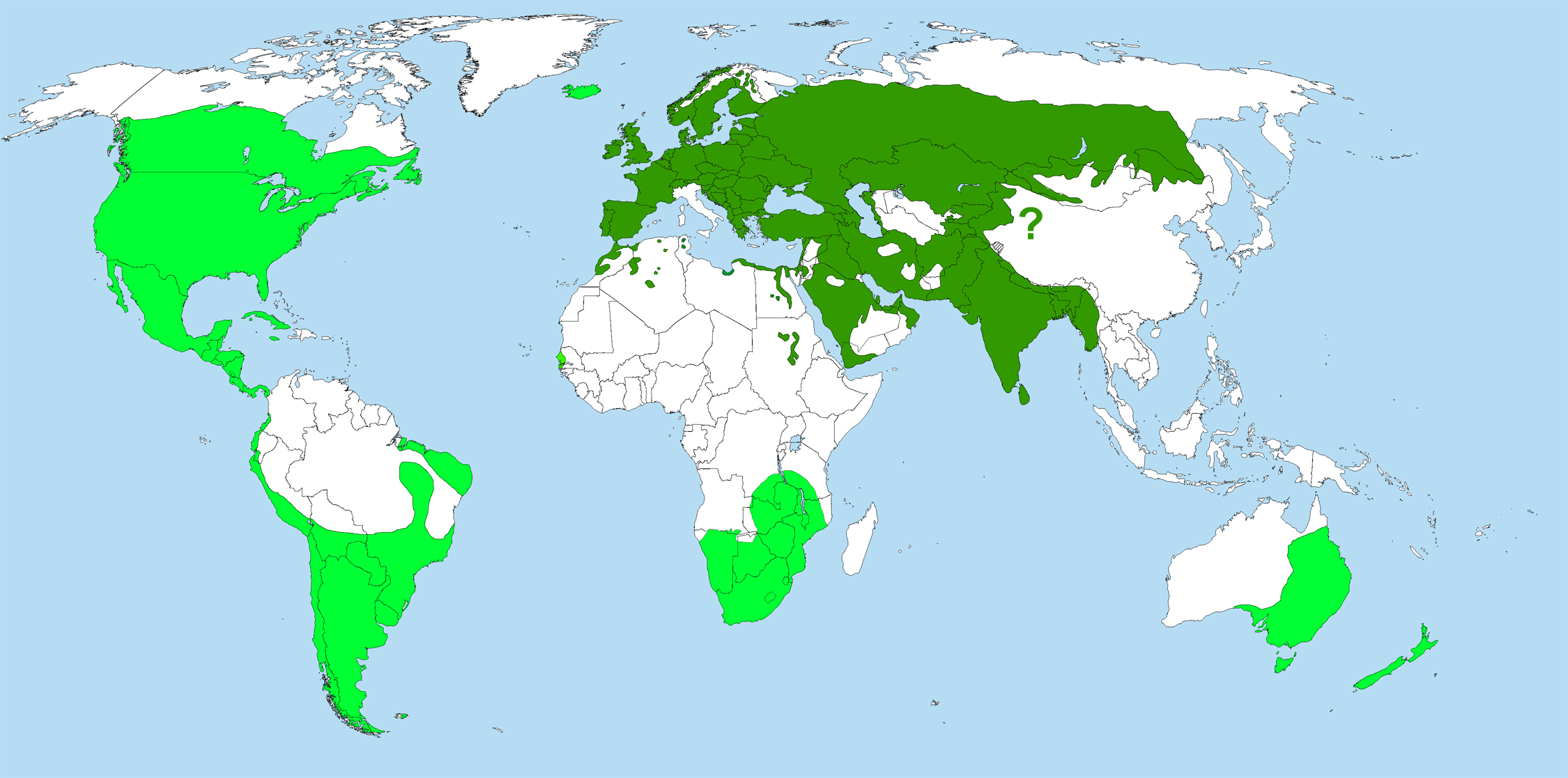
自然分布
移入分布

南極を除く全大陸に分布する汎存種で、世界一分布域の広い鳥類である。アフリカではナイル川下流域と大陸南部、セネガル周辺に分布する。近年はケニアのナイロビ周辺でも見られる。
ユーラシアは分布の中心であり、温帯域のヨーロッパ、中央アジアを中心として、インド、中東、東南アジアといった熱帯域、寒帯域のシベリアと、全域に分布する。ただし東アジアは分布の空白域になっており、朝鮮半島、日本列島、台湾、フィリピン群島、インドネシアには自然分布していない。中国も分布はしているが数は少ない。こういった空白域にはそのニッチとしてスズメが人里に進出している。
アメリカ大陸には元々生息していなかったが、1850年から1875年の間にイギリスから複数の都市に害虫駆除の目的で放されてから盛んに繁殖し、鉄道網の発達と共に穀類を積んだ貨物列車に便乗して分布域を広げた。同様にして、オーストラリアなどのオセアニア地域や、ハワイなどの島嶼にも導入された。空白域であった東アジアでもインドネシアには人為移入され現在定着している。
日本では、1990年以降に、北海道の礼文島、利尻島（1990年8月）、天売島（1998年5月）、積丹半島の積丹町（1992年4月）で観察されたことがある。利尻島および積丹半島においてはスズメと交雑、繁殖したとされる。これらは、ロシア沿海地方もしくはサハリン州北部から渡ってきた迷鳥と考えられている。同様に迷鳥として秋田県八森町（現・八峰町）のほか、舳倉島（1994年5月）や見島（2008年4月）でも認められている。

## 亜種
- P. domesticus domesticus (Linneaus, 1758) - 基亜種イエスズメ。ヨーロッパ（イタリア半島やコルシカ島などを除く[3]）からモンゴル、アムール川流域[10]、ヤクーツク、中国北部・中国東北部にかけて分布[4]。サハリン、カムチャツカ半島、チュクチ半島北東部にも局地的に分布し、日本、台湾、韓国では迷鳥[4]。
- P. domesticus italiae - 亜種イタリアスズメ。フランス南東端部、アルプス山脈南部、イタリア、コルシカ島[3]。別種イタリアスズメ (Passer italiae) とも分類され[11]、またスペインスズメ (Passer hispaniolensis) と交雑することから[3]、スペインスズメの亜種 P. hispaniolensis italiae ともされる[10]。
- P. domesticus balearoibericus (Jordans, 1923) - スペインの地中海沿岸、バレアレス諸島、フランス、バルカン半島、アナトリア半島[10]。
- P. domesticus tingitanus (Loche, 1867) - 北西アフリカ（モロッコ、アルジェリア、チュニジア、リビア北東部）[10]。
- P. domesticus rufidorsalis (C. L. Brehm, 1855) - スーダンのナイル川付近[10]。
- P. domesticus niloticus (Nicoll & Bonhote, 1909) - 北東アフリカ（スエズ運河地帯からスーダン北部）[10]。
- P. domesticus biblicus (Hartert, 1904) - キプロス島、レバント地方からトルコ、サウジアラビア北部、イラク、イラン西部[10]。
- P. domesticus indicus (Jardine & Selby, 1835) - 南イスラエルからサウジアラビア北部、イラン南部、スリランカ、ミャンマー[10]。
- P. domesticus hufufae (Ticehurst & Cheeseman, 1924) - アラビア半島北東部（オマーン北部から南部）[10]。
- P. domesticus bactrianus (Zarudny & Kudashev, 1916) - 南コーカサスからカザフスタン、アフガニスタン、パキスタン北西部[10]。
- P. domesticus hyrcanus (Zarudny & Kudashev, 1916) - 北イラン（南部からアルボルズ山脈）[10]。
- P. domesticus persicus (Zarudny & Kudashev, 1916) - イラン中部からアフガニスタン南西部、パキスタン西端部[10]。
- P. domesticus parkini (Whistler, 1920) - ヒマラヤ山脈（パキスタンからチベット南西部、ネパール、シッキム）[10]。

## 生態
ヨーロッパなどスズメ（Passer montanus）と競合している地域では、スズメを押しのけ人里の主要な野鳥となっており、スズメは人里から離れた森や山などでくらしている（スズメの英名 Tree Sparrow は森のスズメ、学名 Passer montanus は山のスズメという意味である）。スズメに限らず、同属他種と競合している地域ではたいてい体が大きく、都市環境に高度に適合した本種が優先種となって人里に住んでいるが、地域によっては仲良く混成しているところもある。
雑食性で、果実、植物の種子、昆虫類を食べる。本来は種子食性で、クチバシの構造はイネ科植物の種子を割るのに都合の良いよう太く短くなっている。昆虫は成鳥も捕食するが、主としてヒナの餌に用いる。
スズメ同様、春から夏にかけて人家や廃屋などに営巣する。かなり気が強くて横暴なところがあり、営巣に適した場所に他の鳥が巣をかけていると、相手が本種より大きな鳥であってもその巣を横取りしたり、すでにヒナが生まれていた場合はそのヒナを殺して追い出したりする。年2-3回ほど育雛し、一度に5-6羽を若鳥にまで育て上げるが、成鳥になるのはせいぜい年3羽ほどである。
野生下での寿命は2-3年程度だが、飼育下では14年生きた記録がある。

## 人間との関係

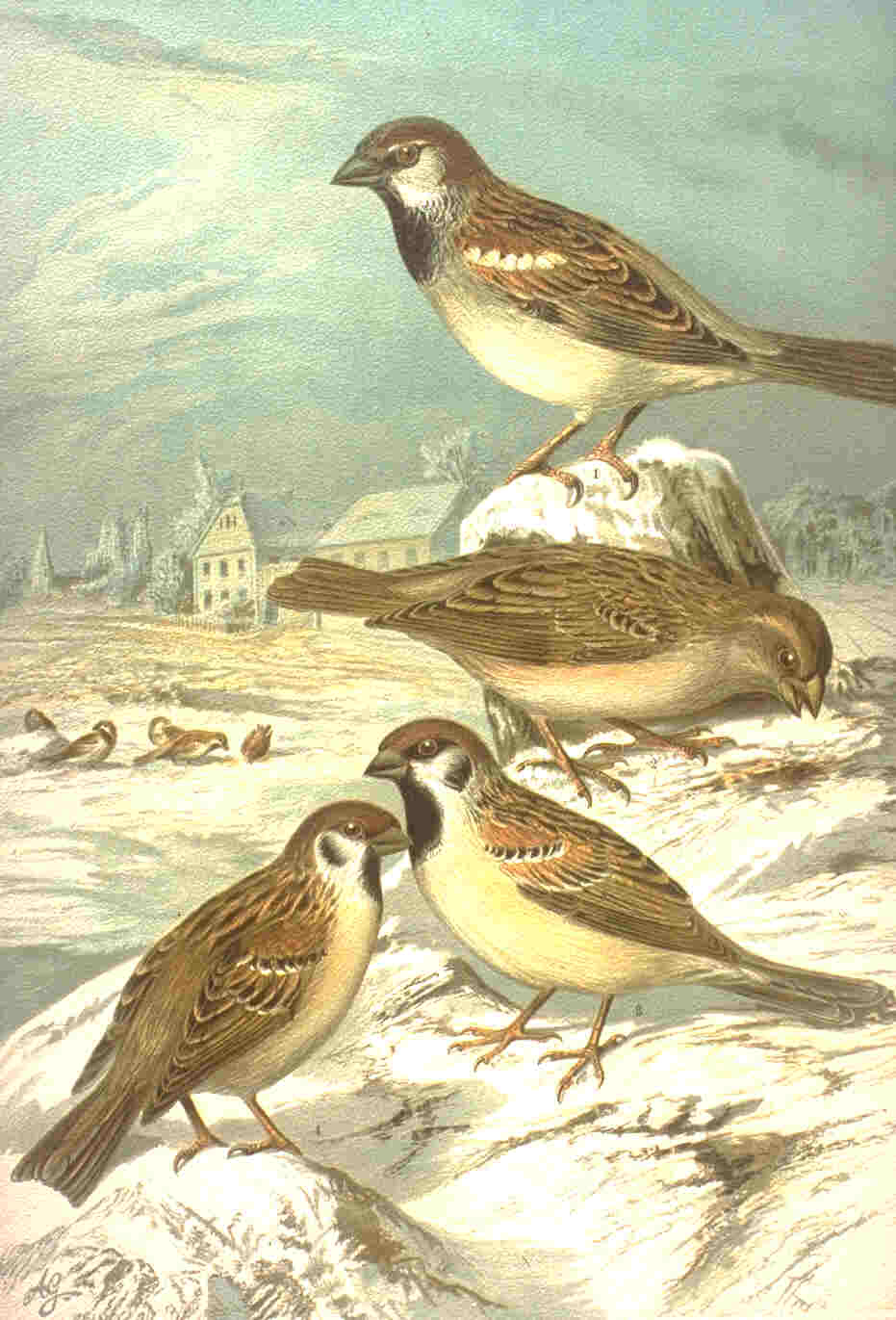
上がイエスズメ。下はスズメ

典型的なシナントロープであり、もともとの原産地はナイル川下流域にあり、それらが古代エジプトにおきた農耕の伝播と、それに伴う人間の移動につれて世界各地に広がったと考えられている。
現に、シベリアにはもともと生息していなかったが、シベリア鉄道開通後にその沿線から徐々に分布を広げていった経緯が記録されている。ヨーロッパ人の入植したアメリカやオーストラリア、その他太洋島嶼の多くには害虫駆除目的で放鳥され、入植した人間とともに移動して分布域を広げ定着した。発祥の地アフリカにおいても、南アフリカやセネガル、ナイロビ周辺の個体群は同様に移入されたものである。
東アジアにおける分布が手薄なのは米より麦を好む傾向があるからとする説もあるが、稲作の中心地であるタイやベトナムには自然分布しているので説得力に欠ける。
本種は都市環境に対する適応力が高く、スズメと異なり、人間の出したゴミや残飯だけで繁殖まで行うことができる。それゆえ、英語にはfeathered mouse（羽ねずみ）と呼ばれるほか、ハワイではファストフード店のゴミ箱で頻繁にみられることからHamburger sparrow（ハンバーガースズメ）とも呼ばれる。こうした呼称からもわかるように、本種はアメリカ合衆国においては法律で保護されていない唯一の鳥類となっている。
ヨーロッパの公園にいる本種は人懐こく、手に取れるような場所まで近寄り、人の手の上の餌をついばむ。これは長年に渡って保護されてきたからであり、保護されていない地域にいる個体は警戒心が強い。1990年以降になってヨーロッパではなぜか個体数が激減している。なお激減の原因はいろいろ指摘されてはいるが、特定できる段階にはない。